# Comendador (República Dominicana)

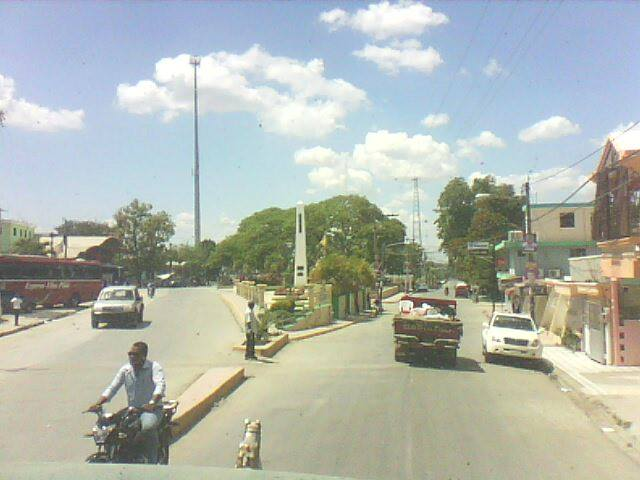
vista do município

Comendador é a capital da província de Elías Piña, na República Dominicana. Faz divisa com a cidade Haitiana de Belladère.

## População
O município tinha, em 2012, uma população total de 43.894. Neste total se inclui a população do município distrital de Sabana Larga.

## História
A cidade leva o nome de seu fundador, o "Comendador de Lares". Em 29 de novembro de 1930 a cidade foi renomeada para Elías Piña. Entretanto, a Lei 342 de 29 de maio de 1972 restaurou o nome original de Comendador.

## Economia
A principal atividade econômica do município é a agricultura.